# Axum (ciudad)

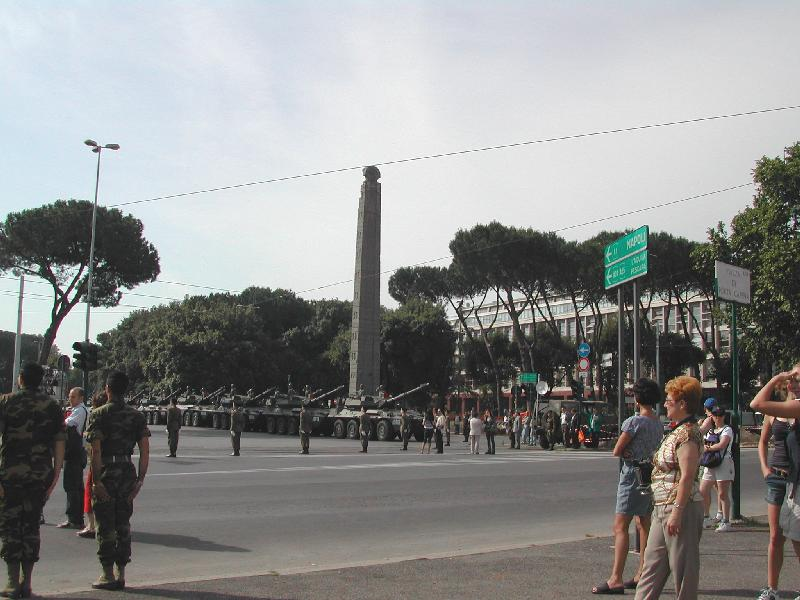
Obelisco de Axum.

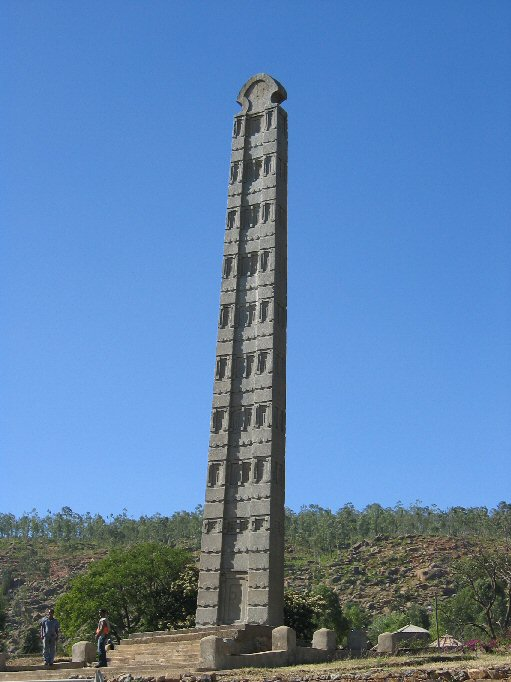
La estela del rey Ezanas.

Axum es una pequeña ciudad en el estado federado de Tigray, Etiopía. Es la capital religiosa de la Iglesia ortodoxa etíope. Según las cifras de la Agencia Central de Estadística de Etiopía, la ciudad contaba en 2007 47 320 habitantes, 20 774 hombres y 21 898 mujeres. El 75 % de la población pertenece a la Iglesia ortodoxa etíope. El resto se reparte entre musulmanes suníes y otras confesiones cristianas.
Axum está considerada la ciudad más sagrada de Etiopía, y es uno de los lugares de peregrinación más importantes del país. Las festividades religiosas más importantes son T'imk'et (Epifanía), el 7 de enero, y la fiesta de Maryam Zion a finales de noviembre.
Axum fue la capital del Reino de Axum, la verdadera representante de un imperio que se extendió desde el actual Yemen hasta el este de Sudán, controlando las rutas de comercio entre África y Asia.

## Historia
Axum fue el centro de la potencia comercial marítima conocida como el Reino de Axum, que es anterior a las primeras menciones en los escritos de la época romana. Alrededor del año 356 d. C., su gobernante fue convertido al cristianismo por Frumencio. Más tarde, bajo el reinado de Kaleb, Axum fue un cuasi-aliado de Bizancio contra el Imperio Persa. Los registros históricos no son claros, pues los antiguos documentos eclesiásticos son las fuentes contemporáneas primarias.
Se cree que comenzó un largo y lento declive después del siglo VII, debido en parte a los persas (zoroastrianos) y finalmente a los árabes que disputaron las antiguas rutas comerciales del mar Rojo. Finalmente Axum fue aislada de sus principales mercados en Alejandría, Bizancio y el sur de Europa y su participación en el comercio fue capturada por los comerciantes árabes de la época. El Reino de Axum fue finalmente destruido por la emperatriz Gudit,[cita requerida] y progresivamente algunos habitantes de Axum se vieron forzados a ir hacia el sur y su civilización declinó. Conforme el poder del reino declinaba también lo hizo la influencia de la ciudad, que se cree que perdió población en el declive de forma similar a Roma y otras ciudades empujadas lejos de la corriente de los acontecimientos mundiales. El último rey (nominal) conocido que reinó fue coronado aproximadamente en el siglo X, pero la influencia y el poder del reino terminó mucho antes de eso.
Su disminución de la población y el comercio luego contribuyó al desplazamiento del centro de poder del Imperio de Etiopía al sur de la región Agaw mientras se movía más hacia al interior. La ciudad de Axum fue la sede administrativa de un imperio que abarca 1 millón de millas cuadradas. Con el tiempo, el nombre alternativo (Etiopía) fue adoptado por la región central, y posteriormente, el presente estado moderno.

## El sitio arqueológico de Axum
El sitio arqueológico de Axum fue declarado Patrimonio de la Humanidad en 1980. 
Los monumentos más importantes son las estelas: enormes obeliscos esculpidos con motivos arquitectónicos que marcan según los arqueólogos el emplazamiento de las tumbas de los soberanos del antiguo reino. Algunos de ellos son los mayores monolitos tallados del mundo. El más grande medía 35 metros de altura, y se cree que tenían discos metálicos a los lados.
La mayor parte de las estelas se agrupa al norte de la ciudad.
Se han excavado numerosas tumbas, aunque algunas ya habían sido expoliadas. Las riquezas encontradas se encuentran en los museos arqueológicos de Axum y Addis Abeba.
En 1937, un obelisco (ver Obelisco de Axum) fue llevado a Italia como consecuencia de la invasión de Etiopía durante las guerras ítalo-abisinias, y fue erigido en Roma, no lejos del Circo Máximo, ante el edificio que albergó el ministerio del África italiana hasta 1945 y que se convirtió en 1951 en sede de la FAO. En 1947, Italia se comprometió a devolverlo, pero la restitución no tuvo lugar hasta 2005. Transportado en tres trozos, el monolito recuperó su ubicación original en Axum en septiembre de 2005. Durante la preparación del emplazamiento se realizaron importantes descubrimientos arqueológicos: Se trata de una necrópolis real de diferentes dinastías precristianas, que se extiende más allá de los límites actuales de la zona arqueológica.
Otros lugares de interés incluyen la iglesia de Nuestra Señora de Sion, construida en 1665. Se dice que alberga el Arca de la Alianza. En esta iglesia se coronó a los emperadores de Etiopía hasta Fasilidas (siglo XVII), y más tarde desde Yohannis IV (siglo XIX) hasta la desaparición del imperio.
También cabe destacar la estela y piedra de Ezana, escrita en sabeo, yehén y griego clásico, la tumba del rey Bazen, considerada uno de los monolitos más antiguos, el baño de la reina de Saba (en realidad un embalse), el palacio de Ta'akha Maryam, del siglo IV, el palacio de Dungur, del siglo VI, los monasterios de Abba Pentalewon y Abba Liqanos y la Leona de Gobedra, un relieve rupestre de dos metros de longitud.
En 2008 un equipo de arqueólogos alemanes encontró en la ciudad santa los restos del palacio de la legendaria reina de Saba.

### Citas
1. ↑  Centre, UNESCO World Heritage. «Centro del Patrimonio Mundial -». UNESCO World Heritage Centre. Consultado el 30 de abril de 2020.
2. ↑  Phillipson, David W. (2000). «Aksum: An African Civilisation in its World Contexts». Sitio web de The British Academy (en inglés). p. 24. Archivado desde el original el 7 de mayo de 2021. Consultado el 7 de mayo de 2021.
3. ↑  CSA 2005 National Statistics, Tabla B.4
4. 1 2  Hodd, Mike, Footprint East Africa Handbook (New York: Footprint Travel Guides, 2002), p. 859. ISBN 1-900949-65-2.
5. ↑  G. Mokhtar, UNESCO General History of Africa, Vol. II, Abridged Edition (Berkeley: University of Aksum Press, 1990), pp. 215-35. ISBN 0-85255-092-8